# مات دونكان
مات دونكان (بالإنجليزية: Matt Duncan)‏ هو لاعب اتحاد الرغبي بريطاني، ولد في 29 أغسطس 1959 في غلاسكو في المملكة المتحدة.